# 7,65 × 53 mm Mauser
El 7,65 × 53 mm Mauser es un cartucho para fusil introducido en 1889 por el fabricante diseñador de armas alemán Paul Mauser para el gobierno belga, que adoptaría el mismo año el fusil Mauser Modelo 1889. Fue muy popular en su época y adoptado por varios países.
Una característica de los cartuchos diseñado por Paul Mauser para sus fusiles, es que todos tienen el mismo diámetro de culote y un largo total similares, lo que permite utilizar los cerrojos y cajones de mecanismos de los fusiles sin modificarlos, cambiando sólo el cañón. Posee un diseño similar al 7 × 57 mm, y su balística es similar a la del .303 British, con el cual comparte el mismo diámetro de bala. Fue rápidamente adoptado por varias naciones, y participó en las pruebas en vistas a un posible cambio de calibre por parte del gobierno Alemán.
El largo de la vaina se redujo de 54 mm a 53 mm, por problemas en la calidad con la que se fabricaba la munición en esa época (pero manteniendo la recámara en 54 mm), por lo que también se lo conoce como 7,65 × 54.

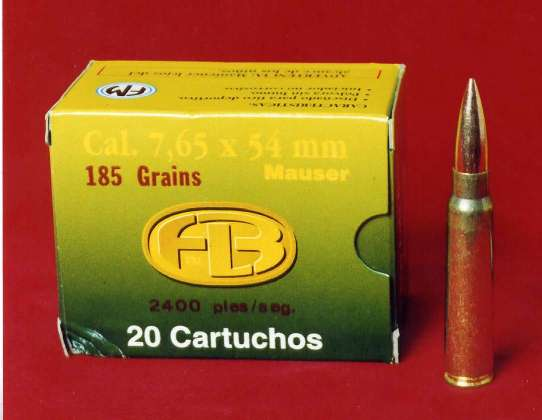
Caja de cartuchos 7,65 x 54 de manufactura moderna de Fabricaciones Militares.

Algunos de los fusiles que lo usaron fueron el Mauser Modelo 1891, algunas versiones del Mauser 1893, el Mauser 1909, el Mauser 1908, el Mauser 1910, la ametralladora Madsen, la ametralladora Fittipaldi y el FN Modelo 1949 argentino. En Argentina, fue reglamentario en sus Fuerzas Armadas hasta principios de los años 60, en fusiles de cerrojo, semiautomáticos y ametralladoras.
Este cartucho fue producido comercialmente por varias fábricas, y aún se mantiene en producción por Hornady en Estados Unidos, y en Europa por Norma (Suecia), Prvi Partizan (Serbia) y SAKO (Finlandia). Fabricaciones Militares de Argentina también fabrica la munición con bala expansiva para el mercado civil.